# Inga interfluminensis
Espèce
Statut de conservation UICN

 EN  : En danger
Inga interfluminensis est une espèce de plantes à fleurs du genre Inga de la famille des Fabaceae.